# قلمرو دونگو
قلمرو دونگو (به لاتین: Dungu Territory) یک منطقهٔ مسکونی در جمهوری دموکراتیک کنگو است که در هاوت اوله واقع شده‌است.